# 한강물환경생태관
한강물환경생태관(漢江-環境生態館)은 대한민국 환경부 국립환경과학원 한강물환경연구소 소속기관으로, 한강물환경생태관장은 한강물환경연구소장이 겸임한다. 경기도 양평군 양서면 양수리 627 한강물환경연구소 내에 위치하고 있다.

## 건립 목적
- 물환경생태에 대한 이해와 한강자원의 소중함을 인식하는 체험 공간 조성
- 유역환경에 대한 정보제공 및 과학적 인식증진
- 팔당호 등 한강유역에 대한 연구성과의 보존, 관리
- 물환경 생태에 대한 체험 및 학습

## 연혁
- 1998년 12월 31일 한강물관리대책에 생태관 건립계획 반영
- 2005년 3월 14일 한강물환경생태관 건립 기본계획 수립
- 2005년 12월 6일 한강물환경생태관 건축공사 착공
- 2007년 11월      한강물환경생태관 준공
- 2008년 4월 15일 한강물환경생태관 개관
- 2008년 5월 26일 한강물환경생태관 개관 및 팔당호 생태학습선 취항 기념식

## 개요
- 사업기간: 2005 ~ 2007(3년)
- 총사업비: 44 억원
- 건축면적: 1,215.9 m2
- 전시면적: 696.4 m2
- 규모: 지상 2층(하부필로티)
- 시설구성: 전시공간, 로비, 영상실, 관리실 및 기계실 등

## 조직

### 한강물환경생태관장
- 전시관리담당자
- 시설관리담당자
- 운영요원

## 관람 안내
- 평일: 3월 ~ 10월(10:00~ 17:30) | 11월 ~ 2월 (10:00 ~ 17:00)
- 휴관: 일요일, 법정 공휴일(토요일은 정상개관)
- 관람료: 무료
- 20인 이상 단체관람의 경우, 생태관 홈페이지나 공문으로 사전에 관람 신청을 하고 승인을 받아야 함.